# Изборник от 1076 година
Изборникът от 1076 година е древноруски ръкопис от 1076 г., четвърти по старинност след Новгородския кодекс, Остромировото евангелие и Симеоновия сборник – запазен в древноруски препис от 1073 г.
Този изборник е принадлежал на княз Михаил Шчербатов, а от 1852 г. се пази в Ермитажа. Съдържа 277 пергаментови листа малък формат и е предназначен за индивидуално четене. Писан е на уставно писмо от двама преписвачи. В края на книгата е поместена преписка, съставена от две части. В първата се чете името Йоан, а втората е на руски писач. Изборникът няма особена украса. 
Този изборник за разлика от Симеоновия или Светославовия сборник няма гръцки първообраз, поради което се счита за старобългарски оригинал. Има обаче паралели с Симеоновия сборник. Съдържа 37 статии с нравствено-поучителен характер, посветени на етични и житейски теми. Темите разясняват и затвърждават основните моменти за индивидуално и социално поведение, към които трябва да се придържат християните. В изборникът пребладават извлечения от творби на църковни отци и отшелници, като съдържа и фрагменти и от библейските книги.
В състава на този изборник влиза и така наречения Стословец, приписван на патриарх Генадий I Константинополски, и съдържащ 100 сентенции по догматични и нравствени въпроси. 
В кирилометодиевистиката няма единно мнение за мястото и времето на създаване на този патерик, но връзката му със старобългарската литература е неоспорима, т.е. той е оригинален старобългарски такъв.